# На Западном фронте без перемен (фильм, 2022)
«На Западном фронте без перемен» (нем. Im Westen nichts Neues, англ. All Quiet on the Western Front, фр. À l'Ouest, rien de nouveau) — немецкий антивоенный фильм режиссёра Эдварда Бергера, основанный на одноимённом романе Эриха Марии Ремарка. В фильме снялись Даниэль Брюль, Альбрехт Шух, Себастьян Хюльк, Феликс Каммерер, Арон Хильмер, Эдин Хасанович и Девид Штризов.
Премьера фильма состоялась 12 сентября 2022 года на ежегодном Кинофестивале в Торонто. Премьера в кинотеатрах Германии состоялась 29 сентября, а мировая премьера на платформе Netflix прошла 28 октября 2022 года.
Фильм был номинирован на «Оскар» (в том числе на «Лучший фильм»), «Золотой глобус», а также был удостоен семи премий BAFTA (в том числе за лучший фильм и режиссуру).

## Сюжет
Весной 1917 года, почти через три года после начала Первой мировой войны, 17-летний Пауль Боймер вступает в ряды Германской имперской армии вместе со своими школьными друзьями Альбертом Кроппом, Францем Мюллером и Людвигом Бемом. Они слушают патриотическую речь директора школы и получают форму солдат, погибших в предыдущем сражении. После того, как ребят направляют в Северную Францию в Ла-Мальмезон, с ними заводит дружбу Станислаус «Кат» Катчинский, пожилой солдат. Их романтическое представление о войне разбивается о реалии окопной войны на Западном фронте, и Людвиг погибает от артиллерийского обстрела в первую же ночь.
7 ноября 1918 года немецкий статс-секретарь Матиас Эрцбергер, уставший от растущих потерь армии, встречается с верховным командованием Германии, чтобы убедить его начать переговоры о перемирии с союзниками. Тем временем Пауль и Кат крадут гуся с фермы и делят трапезу с Альбертом, Францем и ещё одним ветераном, Тьяденом Стакфлетом, с которым они сблизились на фронте в Шампани. Неграмотный Станислаус заставляет Поля прочитать ему письмо от жены и беспокоится, что он не сможет вернуться к мирной жизни. Франц проводит ночь с француженкой и берёт в качестве сувенира её шарф.
Утром 9 ноября генерал Фридрихс подвозит Эрцбергера и немецкую делегацию к поезду, отправляющемуся в Компьенский лес для переговоров о прекращении огня. Пауль и его друзья отправляются на поиски 60 пропавших новобранцев, присланных для усиления их подразделения, и обнаруживают, что они погибли от ядовитого газа, слишком рано сняв маски. Фридрихс, который выступает против переговоров, решив, что, таким образом, социал-демократы погубят страну, отдаёт приказ атаковать до прибытия французского подкрепления. Этой ночью делегация Эрцбергера прибывает в Компьенский лес, а полк Пауля отправляется на фронт, чтобы подготовиться к атаке на французов.
Утром 10 ноября немецкая делегация сообщает французам о желании завершить войну и призывает прекратить огонь на время мирных переговоров, но Фердинанд Фош, верховный главнокомандующий союзников, выдаёт заготовленные документы с условиями перемирия и даёт немцам 72 часа на принятие условий союзников без возможности переговоров, несмотря на протест Эрцбергера, иначе война продолжится. Тем временем немцы после рукопашных боев захватывают французскую линию обороны, но сразу же были вынуждены отступить после контратаки объединённых сил с использованием танков Сен-Шамон, самолётов и огнемётчиков. Франц отделяется от группы, а Альберт погибает при попытке сдаться в плен. Пауль загнан в воронку от бомбы на ничейной земле вместе с французским солдатом. Пауль смертельно ранит противника и наблюдает за его мучительной смертью, раскаиваясь и прося прощения. 
Этим же вечером Эрцбергер узнает об отречении кайзера Вильгельма II от престола и получает от фельдмаршала Пауля фон Гинденбурга приказ принять условия союзников. Пауль возвращается в свою часть и видит, как сослуживцы празднуют скорое окончание войны. Он находит раненого Тьядена, который отдает ему шарф Франца. Пауль и Кат приносят ему еду, но Тьяден, расстроенный тем, что стал калекой, совершает самоубийство.
Около 5 часов утра 11 ноября делегация Эрцбергера подписывает перемирие, которое должно вступить в силу в 11 часов утра. Узнав о перемирии, Пауль и Кат в последний раз воруют с фермы. Маленький сын фермера стреляет в Ката, и тот умирает, когда Пауль несёт его в больницу. В это время Фридрихс выступает с речью о завершении войны, желая закончить войну победой Германии и приказывает начать атаку в 10:45. Отчаявшийся Пауль убивает много французских солдат и получает смертельное ранение французским (игольчатым) штыком в спину за несколько секунд до 11:00, когда звучит команда прекратить огонь и фронт затихает. Немецкий новобранец, которого Пауль спас в бою, обнаруживает покрытый грязью труп Пауля, находит шарф Франца, который Тьяден передал Паулю, забирает его и надевает себе на шею.

## В ролях
| Актёр               | Роль                                           |
| ------------------- | ---------------------------------------------- |
| Феликс Каммерер     | солдат Пауль Боймер                            |
| Альбрехт Шух        | солдат Станислаус Катчинский «Кат»             |
| Аарон Хильмер       | солдат Альберт Кропп                           |
| Мориц Клаус         | солдат Франц Мюллер                            |
| Эдин Хасанович      | солдат Тьяден Стэкфлит                         |
| Адриан Грюневальд   | солдат Людвиг Бем                              |
| Нико Эрентейт       | солдат Лемротт                                 |
| Даниэль Брюль       | немецкий статс-секретарь Маттиас Эрцбергер     |
| Тобиас Лангхофф     | немецкий генерал-майор Детлоф фон Винтерфельдт |
| Девид Штризов       | генерал Фридрих                                |
| Себастьян Хюльк     | майор фон Бриксдорф                            |
| Антон фон Лукке     | капитан фон Хелльдорф                          |
| Андреас Дёлер       | лейтенант Хоппе                                |
| Саша Натан          | граф фон Оберндорф                             |
| Тибо де Монталамбер | Маршал Франции Фердинанд Фош                   |
| Шарль Морийон       | капитан Лаперш                                 |
| Вольф Дэнни Хоманн  | фельджандарм Эгисак                            |
| Хендрик Хойтманн    | фельдшер Эгисак                                |
| Михаэль Штанге      | армейский вербовщик                            |
| Петер Сикорски      | гауптфельдфебель                               |
| Якоб Шмидт          | Генрих Гербер                                  |

## Производство

### Разработка
В феврале 2020 года стало известно о начале разработки новой экранизации романа Эриха Марии Ремарка «На Западном фронте без перемен». Тогда же стало известно, что его режиссёром был назначен Эдвард Бергер, а Даниэль Брюль сыграет одну из главных ролей, а также станет одним из продюсеров. Сценаристами стали Бергер, Лесли Паттерсон и Иан Стокелл. Фильм был снят на немецком языке.

### Съёмки
Съёмки фильма начались в Праге (Чехия) в марте 2021 года. Они продлились 55 дней. Бюджет фильма составил 20 млн долларов США.

### Премьера
12 сентября 2022 года состоялся показ фильма на Кинофестивале в Торонто. В октябре фильм вышел в кинотеатрах Германии.
Мировая премьера фильма состоялась на платформе Netflix 28 октября 2022 года.
20 февраля 2023 года на Netflix вышел документальный фильм о съёмках фильма «На Западном фронте без перемен».

## Восприятие
На сайте-агрегаторе Rotten Tomatoes фильм имеет рейтинг 91 % на основании 141 рецензии критиков со средним баллом 8,3 из 10. «Консенсус критиков» сформулирован так: «Одновременно актуальный и неустаревающий, „На Западном фронте без перемен“ сохраняет силу классического исходного материала, фокусируя внимание на бессмысленности войны».
На сайте-агрегаторе Metacritic рейтинг фильма составляет 75 баллов из 100 возможных на основании 28 рецензий критиков, что означает «в целом положительные отзывы».

## Награды и номинации
| Список наград и номинаций           | Список наград и номинаций | Список наград и номинаций               | Список наград и номинаций                                               | Список наград и номинаций | Список наград и номинаций |
| Кинопремия                          | Дата церемонии            | Категория                               | Номинант(ы)                                                             | Результат                 | Источник                  |
| ----------------------------------- | ------------------------- | --------------------------------------- | ----------------------------------------------------------------------- | ------------------------- | ------------------------- |
| Премия Европейской киноакадемии     | 2022                      | Лучший грим и причёски                  | Хайке Меркер                                                            | Победа                    |                           |
| Премия Европейской киноакадемии     | 2022                      | Лучшие визуальные эффекты               | Франк Петцольд, Виктор Мюллер, Маркус Франк                             | Победа                    |                           |
| Национальный совет кинокритиков США | 2022                      | Лучший адаптированный сценарий          | Эдвард Бергер, Лесли Паттерсон и Иан Стокелл                            | Победа                    |                           |
| Национальный совет кинокритиков США | 2022                      | Пятёрка лучших международных фильмов    | На Западном фронте без перемен                                          | Победа                    |                           |
| Золотой глобус                      | 2023                      | Лучший фильм на иностранном языке       | На Западном фронте без перемен                                          | Номинация                 | [ 13 ]                    |
| BAFTA                               | 2023                      | Лучший фильм                            | На Западном фронте без перемен                                          | Победа                    | [ 14 ]                    |
| BAFTA                               | 2023                      | Лучший неанглоязычный фильм             | На Западном фронте без перемен                                          | Победа                    | [ 14 ]                    |
| BAFTA                               | 2023                      | Лучшая режиссёрская работа              | Эдвард Бергер                                                           | Победа                    | [ 14 ]                    |
| BAFTA                               | 2023                      | Лучшая мужская роль второго плана       | Альбрехт Шух                                                            | Номинация                 | [ 14 ]                    |
| BAFTA                               | 2023                      | Лучший адаптированный сценарий          | Эдвард Бергер, Лесли Паттерсон и Иан Стокелл                            | Победа                    | [ 14 ]                    |
| BAFTA                               | 2023                      | Лучшая музыка к фильму                  | Фолькер Бертельман                                                      | Победа                    | [ 14 ]                    |
| BAFTA                               | 2023                      | Лучшая операторская работа              | Джеймс Френд                                                            | Победа                    | [ 14 ]                    |
| BAFTA                               | 2023                      | Лучшие визуальные эффекты               | Маркус Франк, Камиль Джафар, Виктор Мюллер и Франк Петцольд             | Номинация                 | [ 14 ]                    |
| BAFTA                               | 2023                      | Лучший грим и причёски                  | Хайке Меркер                                                            | Номинация                 | [ 14 ]                    |
| BAFTA                               | 2023                      | Лучшая работа художника-постановщика    | Кристиан М. Гольдбек и Эрнестин Хиппер                                  | Номинация                 | [ 14 ]                    |
| BAFTA                               | 2023                      | Лучший дизайн костюмов                  | Лизи Кристль                                                            | Номинация                 | [ 14 ]                    |
| BAFTA                               | 2023                      | Лучший монтаж                           | Свен Будельман                                                          | Номинация                 | [ 14 ]                    |
| BAFTA                               | 2023                      | Лучший звук                             | Ларс Гинзель, Франк Крузе, Виктор Прашил и Маркус Штемлер               | Победа                    | [ 14 ]                    |
| BAFTA                               | 2023                      | Лучший кастинг                          | Симона Бер                                                              | Номинация                 | [ 14 ]                    |
| Оскар                               | 2023                      | Лучший фильм                            | На Западном фронте без перемен                                          | Номинация                 | [ 15 ]                    |
| Оскар                               | 2023                      | Лучший адаптированный сценарий          | Эдвард Бергер                                                           | Номинация                 | [ 15 ]                    |
| Оскар                               | 2023                      | Лучший иностранный художественный фильм | Эдвард Бергер                                                           | Победа                    | [ 15 ]                    |
| Оскар                               | 2023                      | Лучшая музыка к фильму                  | Фолькер Бертельман                                                      | Победа                    | [ 15 ]                    |
| Оскар                               | 2023                      | Лучшая операторская работа              | Джеймс Френд                                                            | Победа                    | [ 15 ]                    |
| Оскар                               | 2023                      | Лучшая работа художника                 | Кристиан М. Гольдбек, Эрнестин Хиппер                                   | Победа                    | [ 15 ]                    |
| Оскар                               | 2023                      | Лучший звук                             | Виктор Прашил, Франк Крузе, Маркус Стемлер, Ларс Гинцель и Стефан Корте | Номинация                 | [ 15 ]                    |
| Оскар                               | 2023                      | Лучшие визуальные эффекты               | Франк Петцольд, Виктор Мюллер, Маркус Франк и Камиль Джафар             | Номинация                 | [ 15 ]                    |
| Оскар                               | 2023                      | Лучший грим и причёски                  | Хайке Меркер и Линда Айзенхамерова                                      | Номинация                 | [ 15 ]                    |
| Deutscher Filmpreis                 | 2023                      | Лучший фильм                            | На Западном фронте без перемен                                          | Победа                    |                           |
| Deutscher Filmpreis                 | 2023                      | Лучшая режиссёрская работа              | Эдвард Бергер                                                           | Номинация                 |                           |
| Deutscher Filmpreis                 | 2023                      | Лучшая мужская роль                     | Феликс Каммерер                                                         | Победа                    |                           |
| Deutscher Filmpreis                 | 2023                      | Лучшая мужская роль второго плана       | Альбрехт Шух                                                            | Победа                    |                           |
| Deutscher Filmpreis                 | 2023                      | Лучшая музыка к фильму                  | Фолькер Бертельман                                                      | Победа                    |                           |
| Deutscher Filmpreis                 | 2023                      | Лучшая операторская работа              | Джеймс Френд                                                            | Победа                    |                           |
| Deutscher Filmpreis                 | 2023                      | Лучшие визуальные эффекты               | Маркус Франк, Виктор Мюллер и Франк Петцольд                            | Победа                    |                           |
| Deutscher Filmpreis                 | 2023                      | Лучший грим                             | Хайке Меркер                                                            | Победа                    |                           |
| Deutscher Filmpreis                 | 2023                      | Лучшая работа художника-постановщика    | Кристиан М. Гольдбек                                                    | Победа                    |                           |
| Deutscher Filmpreis                 | 2023                      | Лучший дизайн костюмов                  | Лизи Кристль                                                            | Номинация                 |                           |
| Deutscher Filmpreis                 | 2023                      | Лучший монтаж                           | Свен Будельман                                                          | Номинация                 |                           |
| Deutscher Filmpreis                 | 2023                      | Лучший звук                             | Ларс Гинзель, Франк Крузе, Виктор Прашил, Маркус Штемлер, Александр Бук | Победа                    |                           |